# 韩城街道
韩城街道，是中华人民共和国河南省禹州市下辖的一个乡镇级行政单位。

## 行政区划
韩城街道下辖以下地区：
光明社区、西街社区、焦寨村、前屯村、后屯村、西新庄村、西十里村和刑寨村。